# Ferencváros TC
Ferencvárosi Torna Club, också känd som Ferencváros (eller under smeknamnet Fradi), är en ungersk fotbollsklubb från Ferencváros, ett distrikt i Budapest. Klubben grundades 1899 och spelar sina hemmamatcher på Groupama Arena.
Ferencváros är den populäraste klubben i Ungern. Deras största rivaler är Újpest.
Klubben spelade i ungerska högstadivisionen från starten 1901 fram till säsongen 2006/2007, då klubben blev relegerad till andradivisionen på grund av ekonomiska problem. De återvände till första divisionen 2010.

## Historia
Ferencvárosi TC grundades den 3 maj 1899 i Budapests nionde distrikt Ferencváros. Klubben flyttades upp till den ungerska högstaligan och debuterade i februari 1900. Ferencváros har efter sitt grundade vunnit den ungerska ligan 29 gånger, senast säsongen 2015/2016. Ferencváros är också den ungerska fotbollsklubb som nått störst framgångar i europeiska matcher. Klubben vann Mässcupen 1965 efter 1-0 mot Juventus. Senast Ferencvárosi TC lyckades ta sig till ett europeiskt gruppspel var säsongen 1996/1997 när de kvalade sig in i Champions League. En av de stora bedrifterna i denna tävling var när de den 15 oktober 1996 slog storfavoriterna Newcastle United med 3-2.  
Efter de europeiska framgångarna och ett antal ligavinster blev Ferencváros på grund av ekonomiska problem år 2006 nedflyttade till Nemzeti Bajnokság II. Sejouren i andraligan varade i två säsonger tills de den 22 maj 2009 återigen säkrade en plats i högstaligan. De stora framgångarna fick dock dröja då klubben inte vann sin första titel förrän man säsongen 2014/2015 slog Videoton och därmed vann den ungerska cupen. Året därpå tog Ferencvárosi TC efter 12 års väntan också hem det ungerska ligaguldet. 

## Supportrar

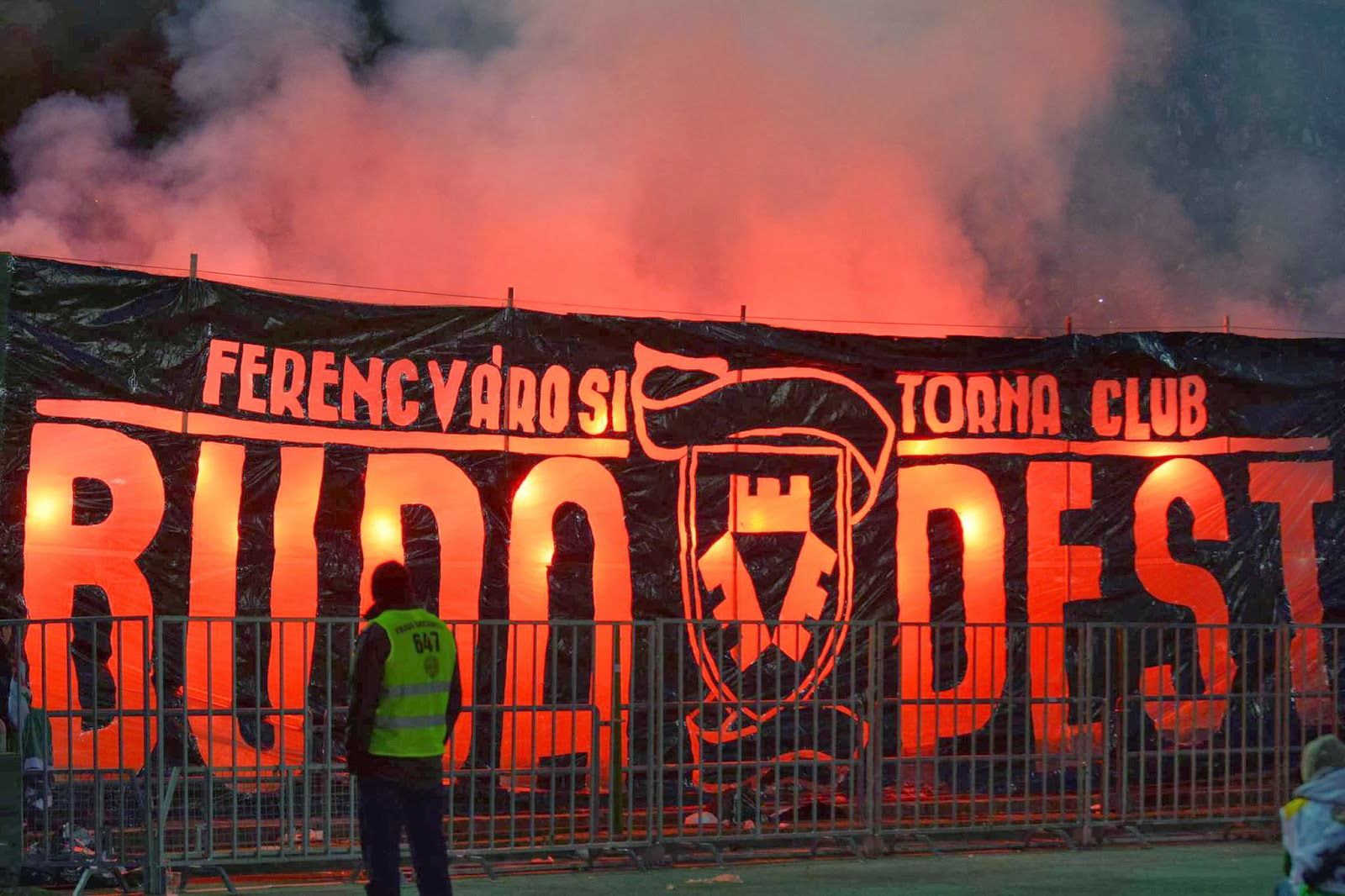
Ferencváros supportrar använder pyroteknik.

Ferencváros är Ungerns mest supportade klubb. Klubben har många supporterklubbar varav den mest kända är Green Monsters[källa behövs]. Ferencváros är också kända för att ha ett stort led av huliganer[källa behövs]. Dessa är aktiva vid en del av lagets inhemska matcher men har också blivit uppmärksammade i europeiska sammanhang. En av de mer uppmärksammade fallen av huliganism inträffade år 2004 när Ferencváros mötte engelska Millwall, där klubben straffades med 26 000 brittiska pund i böter efter supportrar uttryckt rasism under matchen, kastat mat och andra föremål på Millwall-fans och domarna, samt då slagsmål mellan båda klubbarnas supportrar efter matchen ledde till att fyra Millwall-supportrar fick föras till sjukhus för knivskador. 2014 utfärdade UEFA sanktioner mot tre lag inklusive Ferencváros, efter att supportrar använt rasistiska tillrop mot spelare och haft rasistiska banderoller under kvalmatcher till 2014–2015 års Europaliga. Straffet var böter på 20 000 euro och delvis avstängda publiksektioner på hemmaarenan. Supportrar till klubben protesterade mot detta genom marscher, ramsor och bojkotter[källa behövs]. Den 13 mars 2016 samlades på initiativ av supporterklubben B-közép över 10 000 åskådare när klubbens andralag spelade mot Csepel Sc, i en demonstration mot sanktionerna. Detta ledde till förhandlingar med klubbens ordförande Gábor Kubatov, vilket ledde till att sanktionerna lyftes.

### Vänskaper
Ferencváros supportrar har historiskt många vänskaper med andra klubbar. Den mest framträdande av dessa är österrikiska SK Rapid Wien vars supportrar ofta deltar på varandras läktare och öppet stödjer varandras verksamheter. Rivalen Ujpest har en vänskap med FK Austria Wien vilket leder till att de österrikiska och ungerska huvudstäderna delas i två skikt, de lila Ujpest/Austria mot de gröna Ferencváros/Rapid.[källa behövs]
Ferencváros supportrar har också goda relationer med Panathinaikos och Śląsk Wrocław[källa behövs]. Men trots att Ferencváros oftast specifikt stöder Śląsk Wrocław finns det goda relationer och tongångar gentemot de flesta polska klubbar.[källa behövs]

### Rivaler
Ferencvárosi TC har många rivaler, främst de många andra Budapestklubbarna. Matchen mellan Újpest och Ferencváros räknas som Ungerns största klubblagsmatch och är ett av de stora derbyna i europeisk fotboll. Under dessa matcher förekommer ofta stora pyrotekniska och visuella framföranden. Derbyt var under många år så stort och hätskt att matcherna flyttades från båda lagens hemmaplaner till nationalarenan Népstadion, senare kallad Ferenc Puskás-stadion.  
Trots ett tydligt huvudfokus ses även matcherna mot MTK Budapest och Budapest Honvéd FC som stora och prestigefyllda kamper.

## Arenor

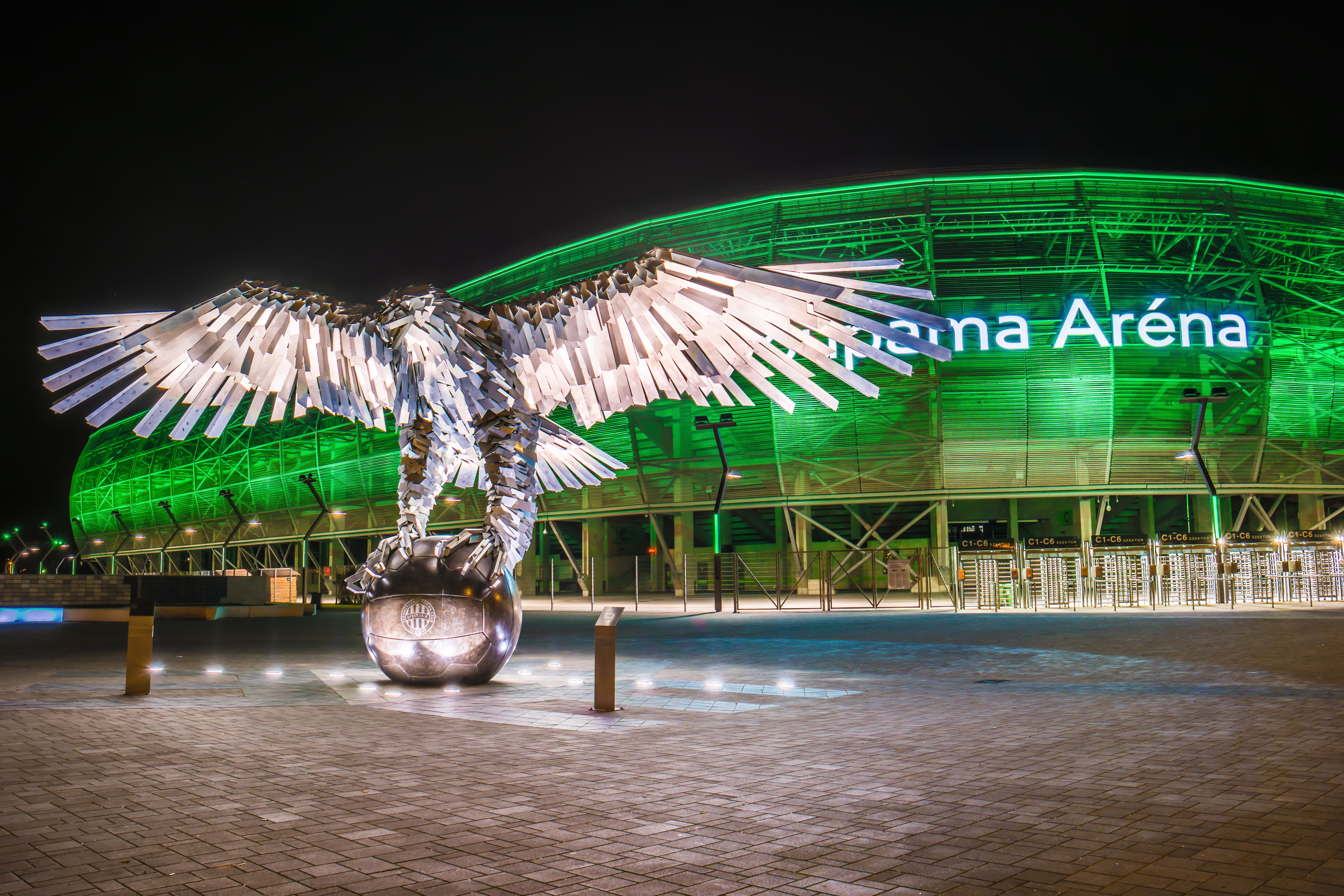
Ferencváros hemmaplan sedan 2014 Groupama Arena.

Ferencváros TC spelar sedan 2014 sina hemmamatcher på Groupama Arena. Innan detta användes den mytomspunna Albert Flórián-stadion som hemmaplan. Fotbollsarenan hette ursprungligen Üllői úti-stadion men döptes 2007 om och uppkallades efter klubbens mest framgångsrika spelare, Ballon d'Or-vinnaren Albert Flórián. Üllői úti stadion byggdes ursprungligen runt 1910 men revs senare för att få en helt ny konstruktion år 1974.
Den nybyggda Groupama Arena är en multifunktionell arena som är hemmaarena för Ferencváros samt Ungerns herrlandslag. Landslagets närvaro är dock bara tillfällig då den gamla Ferenc Puskás-stadion byggs om för att runt 2018 kunna ta emot runt 68 000 besökare. Groupama Arena tar för tillfället 22 000 åhörare vid europeiska matcher, men kan utökas till runt 23 500 vid inhemska matcher.

## Meriter
- 1965 vann klubben Mässcupen[5]
- Tvåa i Cupvinnarcupen 1975[6]
- 1995 och 2020 kvalificerade sig klubben till Champions Leagues gruppfas
- Segrare i Mitropacupen 2 gånger
- 35 ligatitlar
- 24 cuptitlar

## Placering senaste säsonger
| Säsong  | Nivå | Liga                | Placering | Referens | Notering |
| ------- | ---- | ------------------- | --------- | -------- | -------- |
| 2009/10 | 1    | Nemzeti Bajnokság I | 7         | [ 7 ]    |          |
| 2010/11 | 1    | Nemzeti Bajnokság I | 3         | [ 8 ]    |          |
| 2011/12 | 1    | Nemzeti Bajnokság I | 11        | [ 9 ]    |          |
| 2012/13 | 1    | Nemzeti Bajnokság I | 5         | [ 10 ]   |          |
| 2013/14 | 1    | Nemzeti Bajnokság I | 3         | [ 11 ]   |          |
| 2014/15 | 1    | Nemzeti Bajnokság I | 2         | [ 12 ]   |          |
| 2015/16 | 1    | Nemzeti Bajnokság I | 1         | [ 13 ]   | Mästare  |
| 2016/17 | 1    | Nemzeti Bajnokság I | 4         | [ 14 ]   |          |
| 2017/18 | 1    | Nemzeti Bajnokság I | 2         | [ 15 ]   |          |
| 2018/19 | 1    | Nemzeti Bajnokság I | 1         | [ 16 ]   | Mästare  |
| 2019/20 | 1    | Nemzeti Bajnokság I | 1         | [ 17 ]   | Mästare  |
| 2020/21 | 1    | Nemzeti Bajnokság I | 1         | [ 18 ]   | Mästare  |
| 2021/22 | 1    | Nemzeti Bajnokság I | 1         | [ 19 ]   | Mästare  |
| 2022/23 | 1    | Nemzeti Bajnokság I | 1         | [ 20 ]   | Mästare  |
| 2023/24 | 1    | Nemzeti Bajnokság I | 1         | [ 21 ]   | Mästare  |